# 平島亜由美
平島 亜由美（ひらしま あゆみ、1965年9月8日 - ）は、北日本放送の女性アナウンサー
。富山県高岡市伏木出身。富山県立高岡高等学校、津田塾大学卒業。血液型A型。1988年入社。
2000年から2006年までは報道部の政治経済担当記者をしていたが、2007年からアナウンサーに復帰。その間に一児の母となった。
旧姓は太田。。

## 担当番組
テレビ
- KNBニュース
- とやま情報局[5]

ラジオ
- ご近所ラジオKNB!
- KNBモーニングすくらんぶる
- でるラジ（木曜日）
- KNBニュース